# Greasy Kid Stuff
Greasy Kid Stuff è un album in studio del musicista statunitense Al Caiola Guitar & Orchestra, pubblicato nel maggio 1963 dall'etichetta discografica United Artists Records.

## Tracce

### LP
(1963, United Artists Records, UAL 3287/UAS 6287)
Lato A (UAL 3287 A)
1. Watermelon Man – 2:42 (musica: Herbie Hancock)
2. He's So Fine – 1:54 (Ronnie Mack)
3. Surfin' USA – 2:17 (Brian Wilson, Chuck Berry)
4. Our Winter Love – 2:40 (musica: Johnny Cowell)
5. Rhythm of the Rain – 2:07 (John Gummoe)
6. Walk Right In – 2:29 (Erik Darling, Willard Savone[N 1])

Durata totale: 14:09
Lato B (UAL 3287 B)
1. Pipe Line – 2:11 (musica: Bob Spickard)
2. Charms – 2:16 (Helen Miller, Howard Greenfield)
3. Ruby Baby – 2:22 (Jerry Leiber, Mike Stoller)
4. Alley Cat – 2:17 (musica: Frank Björn)
5. South Street – 2:17 (Kal Mann, Dave Appell)
6. Our Day Will Come – 2:35 (Bob Hilliard, Mort Garson)

Durata totale: 13:58

## Musicisti
- Al Caiola - chitarra, arrangiamenti